# 袁宗弼
袁宗弼，山西陵川人，明朝初年政治人物。

## 生平
洪武十七年（1384年），鄉試中舉。洪武十八年（1385年）联捷乙丑科進士，官至順天府尹。